# Hillia macbridei
Hillia macbridei är en måreväxtart som beskrevs av Paul Carpenter Standley. Hillia macbridei ingår i släktet Hillia och familjen måreväxter. Inga underarter finns listade i Catalogue of Life.